# Zhao Tingting
Zhao Tingting (chiń. upr. 赵婷婷; chiń. trad. 趙婷婷; pinyin Zhào Tíngtíng; ur. 28 listopada 1982 w Nantong) – chińska badmintonistka, medalistka Mistrzostw Świata. 